# Sean McDermott (calciatore)
Sean McDermott (Kristiansand, 30 maggio 1993) è un calciatore irlandese con cittadinanza norvegese, portiere del Molde.

## Biografia
McDermott è nato a Kristiansand, in Norvegia, da genitori irlandesi.

## Carriera

### Club
McDermott ha giocato, a livello giovanile, per il Våg. Ha sostenuto poi dei provini per Tottenham e Falkirk, prima di essere messo sotto contratto dall'Arsenal, a luglio 2009. È stato aggregato alla formazione Academy. Il 12 marzo 2012 è passato in prestito al Leeds, per un mese. Non ha giocato alcun match ufficiale con questa maglia. Tornato ai Gunners, è rimasto svincolato al termine della stagione.
Il 15 agosto 2012 ha firmato un contratto con il Sandnes Ulf. Ha debuttato nell'Eliteserien in data 19 ottobre 2012, schierato titolare nella sconfitta per 2-0 sul campo del Rosenborg. A fine stagione, la squadra ha raggiunto la salvezza attraverso le qualificazioni all'Eliteserien. L'anno seguente, in un'altra sfida contro il Rosenborg, è stato accusato d'aver commesso un fallo sull'attaccante avversario Nicki Bille Nielsen, ma l'arbitro Tore Hansen ha fischiato invece un calcio di punizione a suo favore. Questa decisione ha fatto esplodere la rabbia di Nielsen, che si è strappato la maglietta per la frustrazione ed è stato così espulso dal direttore di gara. Il Sandnes Ulf ha vinto la partita per 0-1.
Il 15 luglio 2015 è stato coinvolto in uno scambio di portieri con lo Start, che lo ha portato a Kristiansand mentre Ingvar Jónsson è passato al Sandnes Ulf: l'accordo sarebbe stato valido a partire dal 22 luglio, data di riapertura del calciomercato locale. McDermott ha firmato un contratto valido per un anno e mezzo, mentre Jónsson si è trasferito con la formula del prestito. Non ha giocato alcuna partita ufficiale nel corso di quella stagione, effettuando così il proprio esordio il 14 aprile 2016, schierato titolare nella vittoria per 0-8 sul campo del Donn, in una sfida valida per il primo turno del Norgesmesterskapet. Rimasto in squadra fino ad agosto 2016, ha disputato 2 partite in squadra, entrambe nella coppa nazionale.
L'11 agosto 2016, l'Ullensaker/Kisa ha confermato d'aver ingaggiato McDermott con un contratto valido fino al termine della stagione in corso. Ha esordito in squadra il 14 agosto, schierato titolare nella sconfitta per 5-1 sul campo del Fredrikstad. Con 11 presenze in squadra e 23 reti subite, ha contribuito alla salvezza della squadra.
Il 13 dicembre 2016, il Kristiansund ha ufficializzato l'ingaggio di McDermott, che si è legato al nuovo club con un contratto annuale valido a partire dal 1º gennaio 2017, con opzione per il rinnovo di un'ulteriore stagione. Ha esordito in squadra il 1º aprile, schierato titolare nella sconfitta interna per 0-1 subita contro il Molde. Ha chiuso l'annata a quota 30 presenze, tra campionato e coppa, subendo 39 reti. In virtù delle sue prestazioni stagionali, è stato votato come calciatore preferito dai tifosi norvegesi alla Fotballfesten 2017.
Il 27 dicembre 2017 ha prolungato il contratto con il Kristiansund fino al 31 dicembre 2018.
Il 18 gennaio 2019 è passato ai rumeni della Dinamo Bucarest. Ha scelto di vestire la maglia numero 55. Dopo circa un mese e mezzo in forza al club, ha rescisso il contratto che lo legava alla Dinamo Bucarest.
Il 1º marzo 2019 ha quindi firmato un nuovo contratto con il Kristiansund, legandosi al club per tre stagioni.
Svincolato, in data 30 maggio 2024 ha firmato un contratto valido fino al termine dell'annata con il Molde.

### Nazionale
McDermott ha rappresentato l'Irlanda a livello Under-17 e Under-19. A novembre 2012, non ha escluso di poter accettare la convocazione da parte della Norvegia under 21, nel caso in cui fosse stato chiamato. Successivamente, però, ha giocato per l'Irlanda under 21. Il 15 novembre 2013, così, ha disputato la prima partita nelle qualificazioni al campionato europeo di categoria del 2015, difendendo i pali della porta irlandese nella vittoria per 5-2 sulle Fær Øer.

## Statistiche

### Presenze e reti nei club
Statistiche aggiornate al 30 maggio 2024.
| Stagione            | Club                | Campionato          | Campionato | Campionato | Coppe nazionali | Coppe nazionali | Coppe nazionali | Coppe continentali | Coppe continentali | Coppe continentali | Supercoppe | Supercoppe | Supercoppe | Totale | Totale |
| Stagione            | Club                | Comp                | Pres       | Reti       | Comp            | Pres            | Reti            | Comp               | Pres               | Reti               | Comp       | Pres       | Reti       | Pres   | Reti   |
| ------------------- | ------------------- | ------------------- | ---------- | ---------- | --------------- | --------------- | --------------- | ------------------ | ------------------ | ------------------ | ---------- | ---------- | ---------- | ------ | ------ |
| mar.-apr. 2012      | Leeds               | FLC                 | 0          | 0          | FACup+CdL       | -               | -               | -                  | -                  | -                  | -          | -          | -          | 0      | 0      |
| ago.-dic. 2012      | Sandnes Ulf         | ES                  | 6+2        | -?         | CN              | -               | -               | -                  | -                  | -                  | -          | -          | -          | 8      | 0      |
| 2013                | Sandnes Ulf         | ES                  | 25         | -?         | CN              | 0               | 0               | -                  | -                  | -                  | -          | -          | -          | 25     | -?     |
| 2014                | Sandnes Ulf         | ES                  | 0          | 0          | CN              | 0               | 0               | -                  | -                  | -                  | -          | -          | -          | 0      | 0      |
| gen.-lug. 2015      | Sandnes Ulf         | 1D                  | 0          | 0          | CN              | 0               | 0               | -                  | -                  | -                  | -          | -          | -          | 0      | 0      |
| Totale Sandnes Ulf  | Totale Sandnes Ulf  | Totale Sandnes Ulf  | 31+2       | -?         |                 | 0               | 0               |                    | -                  | -                  |            | -          | -          | 33     | -?     |
| lug.-dic. 2015      | Start               | ES                  | 0          | 0          | CN              | 0               | 0               | -                  | -                  | -                  | -          | -          | -          | 0      | 0      |
| gen.-ago. 2016      | Start               | ES                  | 0          | 0          | CN              | 2               | 0               | -                  | -                  | -                  | -          | -          | -          | 2      | 0      |
| Totale Start        | Totale Start        | Totale Start        | 0          | 0          |                 | 2               | 0               |                    | -                  | -                  |            | -          | -          | 2      | 0      |
| ago.-dic. 2016      | Ullensaker/Kisa     | 1D                  | 11         | -23        | CN              | -               | -               | -                  | -                  | -                  | -          | -          | -          | -      | -      |
| 2017                | Kristiansund        | ES                  | 28         | -39        | CN              | 2               | 0               | -                  | -                  | -                  | -          | -          | -          | 30     | -39    |
| 2018                | Kristiansund        | ES                  | 29         | -39        | CN              | 3               | -2              | -                  | -                  | -                  | -          | -          | -          | 32     | -41    |
| gen.-feb. 2019      | Dinamo Bucarest     | L1                  | 3          | -2         | CR              | -               | -               | -                  | -                  | -                  | -          | -          | -          | 3      | -2     |
| 2019                | Kristiansund        | ES                  | 28         | -39        | CN              | 0               | 0               | -                  | -                  | -                  | -          | -          | -          | 28     | -39    |
| 2020                | Kristiansund        | ES                  | 12         | -18        | -               | -               | -               | -                  | -                  | -                  | -          | -          | -          | 12     | -18    |
| 2021                | Kristiansund        | ES                  | 30         | -45        | CN              | 2               | -4              | -                  | -                  | -                  | -          | -          | -          | 32     | -49    |
| 2022                | Kristiansund        | ES                  | 23         | -41        | CN              | 2               | -2              | -                  | -                  | -                  | -          | -          | -          | 25     | -43    |
| 2023                | Kristiansund        | 1D                  | 11+1       | -16+0      | CN              | 0               | 0               | -                  | -                  | -                  | -          | -          | -          | 12     | -16    |
| Totale Kristiansund | Totale Kristiansund | Totale Kristiansund | 161+1      | -237       |                 | 9               | -8              |                    | -                  | -                  |            | -          | -          | 171    | -245   |
| mag.-dic. 2024      | Molde               | ES                  | 0          | 0          | CN              | 0               | 0               | UEL                | 0                  | 0                  | -          | -          | -          | 0      | 0      |
| Totale              | Totale              | Totale              | 206+3      | -?         |                 | 11              | -8              |                    | -                  | -                  |            | -          | -          | 217    | -?     |